# Robert Brown (explorateur)
Pour les articles homonymes, voir Robert Brown et Brown.
Ne doit pas être confondu avec Robert Brown (botaniste).
Robert Brown (né le 23 mars 1842 à Camster, dans l'ancien comté écossais de Caithness:3 – mort à Camden dans la nuit du 26 octobre 1895) est un botaniste et explorateur écossais.

## Biographie
Brown a fréquenté les universités d'Édimbourg, de Leyde, de Copenhague et de Rostock. Pour éviter d'être pris pour son collègue et homonyme, le botaniste Robert Brown auquel est associé le mouvement dit « brownien », il prit l'habitude de signer en précisant sa ville natale, Campster (Robert Brown Campsterianus).
Encore jeune étudiant, il visita le Spitzberg, le Groenland et le littoral occidental de la baie de Baffin et mena par la suite des recherches dans les îles du Pacifique, ainsi que le long des côtes du Venezuela, de l'Alaska et de Bering. Il dirigea lui-même, en compagnie de Peter John Leech une expédition cartographique dans l'intérieur de l’Île de Vancouver dont il décrivit abondamment la faune et la flore.

## Exploration et voyages
Brown arriva à Fort Victoria au début de 1863 pour explorer la Colonie de l'Île de Vancouver. Plus tard dans l'année, il reconnut la côte de Barkley Sound à Kyuquot. L'année suivante il accepta de prendre la direction de l'expédition de reconnaissance de l'Île de Vancouver : il parcourut ainsi 2 000 km en moins de cinq mois:67. Il découvrit la rivière aurifère de Leech, et l'expédition rapporta des paillettes qui rapportèrent 60 000 $ ; mais Brown estimait bien davantage les veines de charbon de la Vallée de Comox:187.
Avec Edward Whymper, il s'aventura bien avant dans l'inlandsis du Groenland en 1867, et précisa son relief, confirmé plus tard par Robert Peary. Il parcourut la Côte des Barbaresques en Afrique du Nord, et s'imposa dans le monde anglophone comme un spécialiste du Maroc, où il n'avait pourtant fait que passer quelques vacances.

## Conférencier et essayiste
Avant l'âge de 30 ans, il avait publié plus de 30 articles plusieurs ouvrages de vulgarisation et un traité de botanique. Ses récits d'exploration de l'Île de Vancouver étaient très populaires et lui valurent un doctorat honoris causa de l'Université de Rostock (1869).
Il donnait des conférences de géologie, de botanique et de zoologie à Édimbourg et à Glasgow, et était membre de plusieurs sociétés savantes (dont la Royal Geographical Society) en Angleterre, en Amérique et sur le Continent. Il était président de la Royal Physical Society of Edinburgh.
Brown déménagea à Londres en 1876 et passa le reste de son existence à écrire, gagnant sa vie comme journaliste. Outre la botanique, il écrivit beaucoup sur la zoologie, la géologie et la géographie. Sa capacité à communiquer aussi bien pour le grand public que pour les spécialistes se reflète dans le commentaire détaillé qu'il a composé pour la réédition de 1896 du  récit d'esclave de John R. Jewitt (1807), où il examine l'évolution des mœurs des Nootkas entre l'arrivée des colons européens et ses propres explorations de 1863 (où les dernières tribus étaient en voir d'extinction), en passant par la fin du XVIIIe siècle, où les guerres tribales étaient encore vivaces.
Brown était d'un naturel passionné, ouvert et plein d'humour. Peu porté aux loisirs, il travaillait sans compter, et finit par se lasser de Londres ; mais c'est surtout le relatif insuccès de ce qu'il considérait comme son meilleur livre qui le plongea dans l'amertume et précipita sa fin : il mourut dans la nuit du 26 octobre 1895, à seulement 53 ans, alors qu'il travaillait à un nouveau livre:67. Il est inhumé au cimetière de West Norwood.

## Publications
Outre ses articles scientifiques, ses publications comportent :
- Manual of Botany (1874)
- Science for All (five volumes, 1877–82)
- The World Its Cities And Peoples (volumes IV-IX, 1882–85)
- The Story of Africa and Its Explorers (four volumes, 1892–95;  new edition, 1911)
- The adventures of John Jewitt : only survivor of the crew of the ship Boston during a captivity of nearly three years among the Indians of Nootka Sound in Vancouver Island (1896) reprint with notes and 30-page introduction by Robert Brown at Internet Archive.